# Михайловка 1-я (Воронежская область)
Михайловка 1-я — село в Панинском районе Воронежской области России. Административный центр Прогрессовского сельского поселения.

## География
Село расположено в восточной части района, в 17 км к востоку от посёлка Панино и в 80 км от Воронежа. Село находится в вершине и по берегам балки Большой Михайловский Лог, по дну которого протекает безымянный ручей, являющийся притоком реки Битюг, на основе которого устроены местные пруды. По северным окраинам села проходит автодорога Панино — Анна.

## Достопримечательности
В селе имеется Церковь Андрея Блаженного Христа ради юродивого (Константинопольского) — православный храм Борисоглебской и Бутурлиновской епархии Воронежской митрополии.

## Население
| 1859 | 1897  | 2000 | 2005 | 2010 |
| ---- | ----- | ---- | ---- | ---- |
| 773  | ↗1117 | ↘769 | ↘656 | ↘607 |